# 大野晋
大野 晋（おおの すすむ、1919年〈大正8年〉8月23日 - 2008年〈平成20年〉7月14日）は、日本の国語学者。文学博士（論文博士・1962年）。学習院大学名誉教授。
上代の仮名遣いや音韻を専門とし、日本人の生活習慣や思考様式まで広く考察した。日本語の起源がタミル語にあるとして反響を呼んだ。著書に『日本語の年輪』(1966年)、『日本語練習帳』(1999年)など。

## 経歴
- 1919年（大正08年）8月23日：東京府東京市深川区（現・東京都江東区）に生まれる。
- 1932年（昭和07年）：東京開成中学校に入学する。
- 1938年（昭和13年）：第一高等学校 (旧制)文科乙類に入学、1941年（昭和16年）卒業[1]。
- 1943年（昭和18年）：東京帝国大学文学部国文学科卒（戦時下で繰上卒業）[1]。徴兵検査を受けたところ、肋膜炎の疑いで「丙種合格」となり、徴兵されなかった。なお、親友の父親の紹介で陸軍士官学校の教官に内定したが、橋本進吉に報告したところ「半年待てば、国語研究室の有給副手の席が空く」と伝えられたため、辞退した[2]。
- 1944年（昭和19年）：東京帝国大学文学部大学院退学[1]。国語研究室の副手として勤務を開始するが、すぐに「肋膜炎の疑い」により、伝染病研究所に入院する。その後、退院し、国語研究室の副手として終戦を迎えた[2]。
- 1947年（昭和22年）：清泉女学院高等学校講師[3]。
- 1950年（昭和25年）：学習院大学非常勤講師[1]。
- 1952年（昭和27年）：学習院大学文学部助教授に就任し[1]、1960年に教授へ昇進した[1]。
- 1962年（昭和37年）：文学博士[1]。
- 1966年（昭和41年）：国語審議会委員（3年間）。
- 1989年（平成01年）：丸谷才一との共著『光る源氏の物語』を中央公論社より刊行。
- 1990年（平成02年）
  - 2月、『光る源氏の物語』により、芸術選奨文部大臣賞を受賞[1]。
  - 3月、学習院大学を定年退職[1]、同大学名誉教授。東洋英和女学院大学教授。
- 1994年（平成06年）：『係り結びの研究』で読売文学賞受賞。
- 1999年（平成11年）：『日本語練習帳』が190万部を超えるベストセラーに。同年、井上靖文化賞受賞。
- 2008年（平成20年）：7月14日、心不全のため、東京都文京区の順天堂大学医院において逝去。88歳没。

## 業績
古代日本語の音韻、表記、語彙、文法、日本語の起源、日本人の思考様式など幅広い業績を残した。特に『岩波古語辞典』の編纂や、日本語の起源を古代タミル語にあるとしたクレオールタミル語説で知られる。ほかに上代特殊仮名遣の強調、係り結びの倒置説、品詞の割合とジャンルとの関連性を指摘した大野の法則なども知られる。また、『日本語の起源』『日本語の文法を考える』『日本語の形成』『日本語練習帳』など、一般読者への啓蒙書を数多く出版した。

### クレオールタミル語説

#### 研究の足取り
大野はもともとアルタイ語研究者であった江実（ごうみのる）と共にウサルファ語などのパプアニューギニアの言語に着目して日本語との系統関係を探ろうと試みていた。しかし、やがて江は日本語やパプアニューギニアの言語の原点は「インド（等）のアジア」に行きつくという仮説を立て、大野はドラヴィダ語と日本語とを結びつけるようになった。大野はオックスフォード『ドラヴィダ語語源事典』を参照するうちに、マラヤーラム語、カンナダ語、テルグ語などのドラヴィダ語のうちとりわけインド南方やスリランカで用いられているタミル語と日本語との対応が著しいと判断するようになった。大野は両者の基礎語彙を比較し、日本語が語彙・文法などの点でタミル語と共通点をもつとの説を唱えるに至った。ただし、この説は比較言語学の方法上の問題から批判が多い。後に大野は批判をうけ、系統論を放棄し、日本語はクレオールタミル語であるとする説を唱えた。
なお、インドと日本は地理的な隔たりが非常に大きいが、かつて、陸に近い海をインドからマレー半島の付け根まで航行し、半島を陸路で越えた後、再び近海を船で進む交易路が存在したと考えられており、この点は不自然ではない。

#### 発音・音韻の対応
北インドの多くの言語が三母音（サンスクリット等で母音／半母音として扱われるrやlを除いて）を基礎としており、またヒンディー語等ではe、oが常に長母音として扱われるのに対して、タミル語の基本はa, i, u, e, oの五母音であり、それに長短の別と二重母音（aiとau）が加わることで計12の母音を区別する。また子音は有気音と無気音を区別しない他、有声音（日本語で言う濁音）と無声音（同じく清音または半濁音）の間の対立もない。ただ単語の先頭や同子音が重なった場合に無声音、単語の中途、同系の鼻音の後などに有声音で発音される傾向があり、これらの点は日本語の連濁と相似である。また朝鮮語にも同様の傾向が見られる。
日本語との差異は、日本語で「ラ行」にあたる音、英語を含む西洋語なら r や l の流音に相当する音に、五種の区別が存在すること、また、反舌音（舌の先を硬口蓋まで反らせて発音する一連の子音）がある。
大野説のうち、その根幹にあるのが音韻複合対応に関する対応関係の分析であり、大野は音韻複合対応表をつくっている。以下、概要を記す。
タミル語と日本語間の音韻の複合対応については、タミル語内部にa/i、a/u、k/v、v/p、v/m(音価省略）などの交替形が併存する。そうすると、たとえばタミル語ca-に対し、日本語sa-、si-双方の対応が考えられ、またタミル語ka-に対し、日本語ka-、ha-（タミル語va-より日本語*pa-＞fa-＞ha-対応）双方の対応が考えられる。同時にタミル語/v/は日本語/w/との対応も考えられる。更には日本語においても「さびしい」と「さみしい」など唇音同士の交替、また「ほどろ」と「はだら」などの交替がある上に、原初の日本語の音韻などを保存していると見られる古代東国方言では「こころ」を「けけれ」と言うなど、活発な交替がみられる。こうしてタミル語内部の交替に影響された音韻対応が見られる。
またタミル語neriという名詞には[(1)規則, 原理、(2)方法、(3)教訓、道徳、(4)宗旨、(5)<馬のごとき>歩み、(6)曲がっている]という六つの意味がある。他方、日本語noriは[(1)規則。法令。法度、(2)方法。例「そのマジナイやむる法（ノリ）を定む」（神代紀）、(3)教化。例「わが風（ノリ）を万国に光（てら）すこと」（継体紀）、(4)仏法、仏の教え。例「仏にあひ奉りてノリを聞くべし」（うつほ物語）、(5)里程。例「道のノリ5里なり」（日葡辞典）。道の「歩み」という意味、(6)伸（の）り(刀の反りのこと）。建築・土木で、垂直を基準にした傾斜の度合。また、その傾斜した面。]という意味がある。タミル語のner-iの意味(1)〜(6)は、日本語nor-iの意味(1)〜(6)に完全に対応するのである。この場合、タミル語-e-はその古形*-a-からa/o対応したと考えられる。
こうしてタミル語と日本語の多義語の間には偶然以上の合致が多く認められる。更には、たとえば倭迹迹日百襲姫（ヤマト・トト・ヒ・モモソ・ヒメ）のような日本の神の名もタミル語で解読できる事例もある。タミル語でツタや蛇瓜の意味を持つ語が日本語では蛇となっている例が多いところから、タミル語で一般的な蛇(rat snake)を意味するtunt-am(音価記号省略)が日本語tot-oに変化し、またタミル語maimai[崇拝の意]は日本語mom-oと対応し、日本語に「めめす→ももす」という動詞があったと想定すると、倭迹迹日百襲姫は、ヤマトの「toto（ヘビ）霊を崇拝する姫」ということになる。そして倭迹迹日百襲姫は日本神話上、ヤマトの蛇巫（へびふ）とされているので、それにふさわしい神名となる。もっともこうした対応は、系統論的観点からは認められない。
音韻複合対応の要因については、日本列島にフィリピンや台湾、朝鮮半島と同様に、複数の異言語話者がいたことが考えられる。たとえば隼人は明らかにヤマト言葉とは異なる言語の話者であったとされる。

#### 文法の対応関係
古典タミル語と古典日本語の文法構造の共通性には以下がある。
- 語順（ともに主語―目的語―動詞―助動詞―助詞）
  - 語順は日本語と同様、SOV型。OSV型となる場合もあるが、動詞に接辞をつけて文相当の意味を持たせる場合はSOVが基本。ただし、マラヤーラム語と同様に、主部だけが文末に来るOVS型も少なからず用いられる[注釈 7]。
- 関係代名詞がない
  - 複文を作るための関係詞はなく、日本語と同じく「水を-飲む-人」、「私が-見た-物」という順でつなげばよい。ただし、文芸作品ではサンスクリット語の影響を受けた関係節表現が見られる[注釈 8]。また代名詞の前に動詞（「・・・する人」など）や形容詞（「よい人」など）を付加して複合名詞にする。
- 文末は動詞―助動詞―助詞でおわる
- 助動詞の配列順序が同一である

Nata（動詞）・tta（使役）・ppat（受身）・tatt（完了）・um（推量）・ kollo（疑問）

行か（動詞）・せ（使役）・られ（受身）・たら（完了）・む（推量）・か（疑問）
- 助詞・助動詞は22語も対応する

格を表すのにも日本語の助詞に相当する接尾辞が用いられる。また日本語の「こ・そ・あ・ど」にちょうど相当する4種の接頭辞i、u、a、e がある。vaḻi 「道」に対して、ivvaḻi 「この道」、uvvaḻi 「その道」、avvaḻi 「あの道」、 evvaḻi 「どの道」。ただし、uは古語および擬古体で用いられ、普通の現代語では用いられず、「その」はaにより代表される。
- 疑問は文末に疑問の助詞をつけくわえる
- 「係り結び」現象がある。

ほか、和歌の五七五七七韻律の形式についても、中国にも朝鮮にもそれがないが、約二千年前のタミルに「サンガム」という歌集があり、それが同じ形式をもっていたと大野は指摘する。タミル言語学者のアゲスティアリンガム教授はタミルの韻律は特殊であったと考えていたが、この構造的対応に驚いたという。
なお、『日本語の起源　新版』（岩波新書、1994年）で大野晋は、タミル文化圏から日本への文化移入に、五百年のタイムラグを伴っていることを示しているが、近年、放射年代測定の進展によって日本の弥生時代が五百年遡る可能性が出てきた。つまり、農業、宗教祭祀、金属器とそれらに伴う言語・詩歌などの文化が、両地域にほぼ同時期に伝えられていたとする大野説を補強する可能性が示唆された。2004年、大野は『弥生文明と南インド』（岩波書店）を著し、言語のみならず総合的な文明の移入、朝鮮語を加えた三者の関連といった点を重点に論じている。
ほか大野は、タミル人は日本に行くと良質の真珠が採れる、という話を聞き、日本に赴いて真珠を採取し、あるいは日本列島の現地人を用いて真珠を採取せしめた結果、現地でピジン・クレオール語が生じた、とする説を示した。

#### 批判
大野晋の説については比較言語学の方法上の問題から批判が多い。主な批判として、以下のものがある。
- 村山七郎『日本語　タミル語起源説批判』（三一書房、1982年）
- 比較言語学者の風間喜代三による批判（1983）
  - 大野1981年『日本語とタミル語』（新潮社）に対し、風間喜代三は批判を行った[19]。その後、比較言語学者やタミル語学者を始めとしたほとんどの言語専門家は、大野の説に批判的である。
  - 2000年の『日本語の形成』において大野は、音韻、語彙、文法の三点において、日本語はクレオールタミル語であるという説を提出した。同書は、風間喜代三の語彙対応に関する批判については、指摘された語彙を削除もしくは変更している。

比較言語学者の観点では大野説が比較言語学の正統的方法に従っていないことを批判している。特に、歴史性を捨象して単語比較を行っている点が問題視されている。
- 家本太郎・児玉望・山下博司・長田俊樹「「日本語＝タミル語同系説」を検証する―大野晋『日本語の起源 新版』をめぐって」 (1996)[20]。

### その他の研究

#### は・がの対立 既知・未知説
日本語の助詞のうち、特に「は」と「が」の対立は主語・目的語などの「格」を表すよりも、前者が既知の話題を受け、後者は未知を受けると分析した。
例えば、
- 私は田中です
- 私が田中です

は、前者が「私」と言う聞き手が既に認識している人物が「田中」であることを意味し、後者は「田中」がどの人物か未知であるところに名乗りを上げている、つまり
- （既知の）私は（誰かと言えば佐藤でも鈴木でもなく）田中です
- （田中がどの人物と言えば彼でも彼女でもなく今迄未知であった）私が田中です

と説いた。
上記は「私」が主格であったが
- （既知である）ウナギは（好きか嫌いかと聞かれたら）好きだ
- （好物は何かと聞かれたら未知である）ウナギが好きだ

と、目的格にも使える。だから「誰」「何れ」「何」などの疑問詞は未知の対象を表すので「は」では受けられない。

### 狭山事件脅迫状の鑑定
1963年5月に発生した、埼玉県狭山市における女子高校生誘拐殺人事件（いわゆる狭山事件）の検察側証拠として提出された脅迫状について、東京高裁控訴審と第2次再審請求の2度にわたり筆跡鑑定を行い、脅迫状の筆跡及び文章が逮捕時の被告の稚拙な日本語能力では不可能なものであると分析し、事件を冤罪であると断じたとされる。しかし正式には、分析の結果そうした可能性を示唆したのみで、決定的に本人ではないと断言したものではない。

## 主な著作

### 単著
- 『上代仮名遣の研究　日本書紀の仮名を中心として』 岩波書店、1953年。復刊1974年。
- 『日本語の起源』 岩波新書、1957年。ISBN 4004303400。発行部数 26刷、約35万部（2000年時点）[22]
- 『日本語の年輪』 有紀書房、1961年／新潮文庫、1966年 改版2000年。ISBN 4101036012。

朝日新聞学芸欄連載（1958年秋から約2年間）を改訂。
- 『日本語をさかのぼる』 岩波新書、1974年。ISBN 4004120926。
- 『日本語の文法を考える』 岩波新書、1978年。ISBN 4004200539

日本語の文法について、日本における文法という学問の在り方についての考察。
- 『日本語の成立　日本語の世界1』 中央公論社、1980年。　
  - 改題『日本語はいかに成立したか』 中公文庫、2002年。ISBN 4122040078。
- 『日本語とタミル語』 新潮社、1981年。
- 『仮名遣いと上代語』 岩波書店、1982年。
- 『源氏物語』 岩波書店「古典を読む」、1984年。岩波現代文庫、2008年
- 『日本語以前』 岩波新書、1987年。ISBN 4004203953。
- 『文法と語彙』 岩波書店、1987年。ISBN 4000020021。
- 『日本語と世界』 講談社学術文庫、1989年。ISBN 4061588931。短い論文集。
- 『日本語はどこからきたのか　ことばと文明のつながりを考える』ポプラ社、1991年、新版1996年
  - 改訂版『日本語はどこからきたのか　ことばと文明のつながりを考える』 中公文庫、1999年。ISBN 4122035376。
- 『係り結びの研究』 岩波書店、1993年。ISBN 4000028057。代表作、第45回読売文学賞。
- 『日本語の世界』 朝日新聞社「朝日選書484」、1993年。ISBN 4022595841。随想的論文集。
  - 改訂・改題『日本語の水脈　日本語の年輪　第二部』 新潮社（新潮文庫）、2002年。ISBN 4101036039。
- 『日本語について』 岩波書店「同時代ライブラリー201」、1994年。ISBN 400260201X。随想的論文集。旧版（角川文庫、1979年）を増補改訂
- 『日本語の起源 新版』 岩波新書、1994年。ISBN 4004303400。

旧版（1957年）を全面改稿。発行部数 13刷、約8万部（2000年時点）
- 『古典文法質問箱』 角川文庫ソフィア、1998年。ISBN 4043260024。
- 『日本語練習帳』 岩波新書、1999年。ISBN 4004305969。発行部数 約192万部（2008年時点）[23]
- 『日本語と私』 朝日新聞社、1999年。新潮文庫、2003年。河出文庫、2015年。ISBN 4309413447。自伝的随想。
- 『日本語の形成』 岩波書店、2000年。ISBN 4000017586。大著、日本語とタミル語との比較研究の集大成。
- 『日本人の神』 新潮文庫、2001年。河出文庫、2013年。ISBN 4309412653。
- 『日本語の教室』 岩波新書、2002年。ISBN 4004308003。
- 『弥生文明と南インド』 岩波書店、2004年。ISBN 4000023233。大著論考
- 『語学と文学の間』 岩波現代文庫、2006年。ISBN 4006001541。
- 『日本語の源流を求めて』 岩波新書、2007年。ISBN 4004310911。

### 共編著
- 丸谷才一との対話 『光る源氏の物語』（上・下）、中央公論社、1989年 / 中公文庫、1994年
- 丸谷才一との対話 『日本語で一番大事なもの』 中央公論社、1987年 / 中公文庫、1990年、改版2016年
- 編著『大野晋の日本語相談』 朝日文庫、1995年。ISBN 4022640855。朝日新聞出版、2002年。ISBN 4022577800。河出文庫、2014年
- 『日本・日本語・日本人』 新潮社〈新潮選書〉、2001年。ISBN 4106035049。森本哲郎・鈴木孝夫との鼎談
- 編著『源氏物語のもののあはれ』 角川ソフィア文庫、2001年。ISBN 4043260032
  - 増補版『古典基礎語の世界：源氏物語のもののあはれ』 角川ソフィア文庫、2012年。ISBN 9784044071035
- 『対談 日本語を考える』 中公文庫、1979年、改版2002年。8名との対話集

### 編著・校注
- 『萬葉集』 岩波書店（一〜四）、日本古典文学大系1〜4、1957〜62年。校注者の1人。
- 『日本書紀』 岩波書店（上・下）、日本古典文学大系67・68、下巻1965年、上巻1967年。校注者の1人。ISBN 4000044842。ISBN 4000044850。
  - 『日本書紀』 岩波文庫（全5巻）。1〜3巻は1994年。ISBN 4003000412。ISBN 4003000420。ISBN 4003000439。4・5巻は1995年。ISBN 4003000447。ISBN 4003000455。ワイド版2003年。
- 『本居宣長全集』 筑摩書房（全20巻・別巻3）、1968〜93年。編集校訂者の1人。

- 『岩波古語辞典』 岩波書店、1974年、補訂版1990年。ISBN 4000800736。編者の1人。
- 『角川類語新辞典』 角川書店、1981年。ISBN 404011700X。
- 『類語国語辞典』 角川書店、1985年。ISBN 4040120000。
- 『角川必携国語辞典』 角川書店、1995年。ISBN 4040132009。編者の1人。

## 評価
同時代の作家で親交の深かった丸谷才一は、「最高の日本語学者だった。音韻にも文法にも詳しく言語を文明全体と関連させてとらえた。日本語という謎を解く事を志し、粘り強く成果をあげた。」と評している。
評伝に、川村二郎『孤高－国語学者 大野晋の生涯』（東京書籍、2009年／集英社文庫、2015年）がある。